# Barrage de Nijni Novgorod
Le barrage de Nijni Novgorod (en russe : Нижегоро́дская ГЭС) est un barrage sur la Volga en Russie. Il se trouve près de la ville de Zavoljie, dans l'oblast de Nijni Novgorod. Il appartient à la cascade Volga-Kama.

## Caractéristiques
L'installation consiste en un déversoir en béton, 7 barrages en remblai, 3 digues étalées sur 18.6 km de long et d'une hauteur pouvant atteindre 40m, une centrale électrique et deux écluses à deux voies avec un bassin intermédiaire. La puissance installée est de 530.5 MW et la production annuelle moyenne atteint 1510 GWh. La centrale possède 8 générateurs avec des turbines Kaplan, chacune d'une puissance de 65 MW. Le barrage forme le réservoir de Gorki.

## Histoire
La construction commence en 1948. Bien qu'il s'agisse d'un projet d'importance moindre que le barrage de Volgograd, il a souvent été désigné comme un centre d'essais d'innovations. C'est alors le plus long barrage en URSS.
Plus de 15 000 personnes travaillèrent sur le chantier de construction. De nombreuses usines de Zavoljie et de Gorodets doivent leur existence au barrage. La ville de Zavoljie a été construite en même temps que le barrage. 8500 maisons et 700 bâtiments publics ont été déplacés des villages qui allaient être inondés par le réservoir du barrage vers les villes de Zavoljie et Gorodets.
La construction de l'édifice en béton du barrage commence en avril 1951. La première turbine est mise en service le 2 novembre 1955. La dernière de huit turbines est mise en service en décembre 1956. En 1959, le système de refroidissement des générateurs est amélioré et les turbines sont renforcées, faisant passer la puissance installée de 120 MW à 520 MW.